# Hashimoto Kōei
Hashimoto Kōei (japanisch 橋本 虹影, Vorname eigentlich Seijirō; geboren 1892 in Gujōhachiman (Präfektur Gifu); gestorben 1956) war ein japanischer Maler der Nihonga-Richtung.

## Leben und Werk
Hashimoto Kōei wurde als ältester Sohn von Hashimoto Ryūkichi (橋本龍吉) geboren. 1908 ging er nach Kyōto und wurde Schüler des Malers Takeuchi Seihō. 1915 wurde er mit seinem Bild „Nichigo“ (日午) – „Spät am Tag“ für die 9. „Bunten“ angenommen und wurde mit einem Ehrenpreis ausgezeichnet. Auch auf den Nachfolge-Ausstellungsreihen „Teiten“ und der „Shin-Bunten“ stellte er regelmäßig aus.
1936 heiratete er Ikeda Seiko (池田星子), eine Nichte des Nanga-Malers Ikeda Keisen (池田 桂仙; 1863–1931). Als 1938 dessen Witwe starb, übernahm Hashimoto den Familiennamen, damit er nicht verloren ging.
1931 war Hashimoto auf der Ausstellung japanische Malerei 1931 in Berlin zu sehen.